# Ле Фјере (Белуно)
Ле Фјере (итал. Le Fiere) је насеље у Италији у округу Белуно, региону Венето.
Према процени из 2011. у насељу је живело 28 становника. Насеље се налази на надморској висини од 611 м.